# 馬菲爾湖
馬菲爾湖（西班牙語：Laguna de Marfil），巴西方称大巴伊亚湖（葡萄牙語：Baia Grande），是南美洲的湖泊，位於巴西和玻利維亞接壤的邊境，由馬托格羅索州和聖克魯斯省負責管轄，面積98平方公里，海拔高度246米，湖岸線長度48公里。